# Cheal Point
Cheal Point är en udde i Antarktis. Den ligger på Coronation Island i Sydorkneyöarna. Argentina och Storbritannien gör anspråk på området.
Terrängen inåt land är varierad. Havet är nära Cheal Point åt sydväst. Trakten är obefolkad.